# Live 1980/86
Live 1980/86 è un doppio album del cantante e musicista inglese Joe Jackson registrato dal vivo in più riprese e pubblicato nel 1988.  Le registrazioni iniziano nel 1980 durante il Beat Crazy tour e e proseguono nel 1982 e nel 1983 durante il Night and Day tour, nel 1984 durante il Body & Soul tour e infine nel 1986 durante il Big World tour.

## Tracce
Tutti i brani sono stati scritti da Joe Jackson tranne dove indicato diversamente.

### CD 1
1. - Tracce registrate durante il Beat Crazy tour del 1980:
2. One to One – 3:41
3. I'm the Man – 4:18
4. Beat Crazy – 3:59
5. Is She Really Going Out with Him? – 6:13
6. Don't Wanna Be Like That – 4:07
7. Got the Time – 4:28
  - Tracce registrate durante il Night and Day tour tra il 1982 e il 1983:
8. On the Radio – 4:56
9. Fools in Love – 7:14
10. Cancer – 7:31
11. Is She Really Going Out with Him? (versione a cappella) – 4:07
12. Look Sharp! – 4:17

### CD 2
1. - Tracce registrate durante il Body & Soul tour nel 1984:
2. Sunday Papers – 4:58
3. Real Men – 4:35
4. Is She Really Going Out with Him? (versione acustica) – 3:49
5. Memphis – 5:19
6. A Slow Song – 7:45
  - Tracce registrate durante il Big World tour nel 1986:
7. Be My Number Two – 2:43
8. Breaking Us in Two – 4:08
9. It's Different for Girls – 3:22
10. You Can't Get What You Want ('Till You Know What You Want) – 5:32
11. Jumpin' Jive – 2:29 (Cab Calloway, Frank Froeba, Jack Palmer)
12. Steppin' Out – 5:30

## Formazione
- Joe Jackson – sintetizzatore, armonica, pianoforte, tastiere, sassofono alto e voce
- Graham Maby – basso, tamburello, voce
- Tony Aiello – Ottavino, sassofono, voce
- Joy Askew – percussioni, tastiere e voce
- Gary Burke – batteria elettronica
- Rick Ford – chitarra basso, voce
- Sue Hadjopoulos – percussioni, voce
- David Houghton – batteria
- Michael Morreale – sintetizzatore, tromba
- Ed Roynesdal – percussioni, violino, tastiere e voce
- Gary Sanford – chitarra
- Tom Teeley – chitarra, voce
- Larry Tolfree – percussioni, batteria
- Vinnie Zummo – sintetizzatore, chitarra, fisarmonica